# Se (Kana)
せ, in Hiragana, oder セ in Katakana, sind japanische Zeichen des Kana-Systems, die beide jeweils eine Mora repräsentieren. In der modernen japanischen alphabetischen Sortierung stehen sie an 14. Stelle. Das せ ist außerdem der 46. Buchstabe im Iroha, direkt nach dem も und vor す. Die Form beider Kana ist vom Kanji 世 abgeleitet und beide stellen [se] dar.
| Form                                  | Rōmaji     | Hiragana       | Katakana       |
| ------------------------------------- | ---------- | -------------- | -------------- |
| Normal s- (さ行 sa-gyō)               | se         | せ             | セ             |
| Normal s- (さ行 sa-gyō)               | sei see sē | せい せえ せー | セイ セエ セー |
| Zusätzliches Dakuten z- (ざ行 za-gyō) | ze         | ぜ             | ゼ             |
| Zusätzliches Dakuten z- (ざ行 za-gyō) | zei zee zē | ぜい ぜえ ぜー | ゼイ ゼエ ゼー |

## Varianten
Die Kana können mit den Dakuten, zu ぜ in Hiragana, ゼ in Katakana, und damit ze im Hepburn-System, erweitert werden.

## Strichfolge

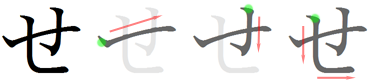
Strichfolge für せ

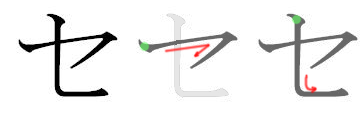
Strichfolge für セ

## Weitere Darstellungsformen
- In japanischer Brailleschrift:

- Der Wabun-Code ist ・－－－・.
- In der japanischen Buchstabiertafel wird es als „世界のセ“ (Sekai no Se) buchstabiert.